# 钟大湖
钟大湖（1917年—2003年6月18日），畲族，福建省福鼎店下镇阮洋村渔井自然村人。中国人民解放军开国大校。

## 生平
1933年参加革命，1934年春加入赤卫队，1935年5月编入叶飞的闽东红军独立师，历任战士、班长、排长，转战闽东、浙南边区。1936年2月加入中国共产党，调闽东北特委机关历任警卫队队长，崇（安）浦（城）游击队指导员。
抗日战争爆发后，任新四军第三支队老五团二营四连指导员。入新四军教导总队学习，后担任新四军第三支队特务连指导员、老五团三营九连指导员。1939年北渡长江开辟淮南抗日根据地，历任合和独立团党总支书记、桐西大队教导员、桐潜怀工委书记、沿江团二营教导员等职。1945年奉命组建新四军皖西大队，任大队长，开辟皖西游击区。
1946年任皖西支队司令员，坚持皖西游击斗争。1947年9月与刘邓南下大军会合。任皖西军区二分区（后为桐城分区、安庆分区）副司令员。
中华人民共和国成立后，入第二野战军军政大学参加学习，此后历任福建省军区南平军分区副司令员、司令员，1956年初闽侯军分区司令员，1956年11月晋江军分区司令员，1959年3月福安军分区政委兼福安地委常委、书记处书记，兼福安地委副书记，南平军分区政委，建阳地区革命委员会副主任，1969年11月福建省军区副政委、1980年11月福建省军区顾问等职。1983年离职休养。
1955年授予大校军衔，荣获三级八一勋章、二级独立自由勋章、二级解放勋章。第三届全国人大代表、全国人大民族委员会委员。福建省第二、四、五届人大代表、常委，省民委顾问。